# 東京都立大学都市環境学部・大学院都市環境科学研究科
東京都立大学都市環境学部（とうきょうとりつだいがくとしかんきょうがくぶ、英称:Faculty of Urban Environmental Sciences）は、東京都立大学に設置される学部の一つである。また東京都立大学大学院都市環境科学研究科（とうきょうとりつだいがくだいがくいんとしかんきょうかがくけんきゅうか、英称:Graduate School of Urban Environmental Sciences）は東京都立大学大学院に設置される研究科の一つである。

## 概要
都市環境学部は、土木工学、建築学、地理学、応用化学、観光学、都市政策科学に関する各学科で構成される。2018年4月に、組織を再編成、1学科各コース制から各学科にした。
地理環境コースから地理環境学科、都市基盤環境コースから都市基盤環境学科、建築都市コースから建築学科、分子応用化学コースから環境応用化学科、自然・文化ツーリズムコースから観光科学科、そして、都市教養学部都市政策コースが改組され都市政策科学科となって、都市環境学部に開設される。
大学院は都市環境科学研究科は都市環境科学専攻に、建築学分野の建築学域、土木工学分野の都市基盤環境学域、地理学分野の地理環境科学域、応用化学分野の分子応用化学域、観光学分野の観光科学域、そして都市システム科学域から都市政策科学域に改組され、設置されている。

## 沿革
1940年、東京府立高等工業学校発足。建築教室と土木教室の建設工学科を開設。1943年7月、東京都立高等工業学校と改称。1944年4月、東京都立工業専門学校と改称。
1949年	新制大学として東京都立大学が開学。旧制の東京都立高等学校（旧制府立高等学校の後身）と東京都立の旧制の専門学校5校を母体として人文学部・理学部・工学部の3学部で発足。工学部に建設工学科と工業化学科発足（発足時のキャンパスは品川区鮫洲）。土木教室は1949年から1952年にかけて、構造工学講座（1949年）交通工学講座（1950年）水工学講座（1951年）土木構造学講座（1952年）講座開設。東京都立大学創立当時の理学部に地理環境学科（地理学教室）の前身である教養講座「地理学講座」が開設。
1956年	建設工学科は土木工学科と建築工学科に分離。1957年、土木工学科に衛生工学講座開設。
1959年12月、工学部が鮫洲から深沢キャンパスへ移転。
1961年には理学部に「地理学科」が創設され，地理学教室としての歩みを始める。理学系は当時、現在も東急東横線の駅名にその名を残している都立大学駅の最寄り目黒区八雲と世田谷区深沢キャンパス。同年4月、大学院理学研究科および工学研究科発足、修士課程を設置。
1962年、深沢キャンパスの工学部全校舎落成。1963年4月、大学院博士課程を設置。1963年、工学研究科に工業化学専攻設置。
1967年に土木教室に土木応用力学講座、1969年に土木材料学講座、1972年に土木防災学講座の設置、及び交通工学講座が土木計画学講座へ改組。
1977年、東京都立大学都市研究委員会を発足母体し都市環境科学研究科都市政策科学域の前身組織に当たる東京都立大学都市研究センター創設。
1991年、目黒・深沢キャンパスから現在の八王子市南大沢キャンパスに移転。建築工学科を建築学科と改称。工学部工業化学科に工業化学専攻と材料化学専攻を設置。
1994年、土木教室が地盤工学講座の設置。1996年、土木と建築各教室半々の都市施設・環境設計学講座を設置。
1997年から大学院部局化にともなって教員は学部から大学院工学研究科の所属に移行。
1998年、従来からの小講座から大講座制に改組。
1998年 工業化学専攻(大学院工学研究科)を応用化学専攻に変更。1999年 工業化学科を応用化学科に名称変更。
2005年4月、東京都立大学、東京都立科学技術大学、東京都立保健科学大学、東京都立短期大学といった都立の４大学を統合し、「首都大学東京」発足。
都市環境学部都市環境学科に建築学科を改組し建築都市コースを設置。地理学科は地理環境コースとして改組。土木工学科を都市基盤環境学科に変更し開設。また同学科は新大学移行に伴い、社会基盤計画学講座、土木構造学講座、水環境工学講座、地盤工学講座から社会基盤分野、環境システム分野、安全防災分野の３分野に改組。工学部応用化学科を都市環境学部都市環境学科材料化学コースに変更。
2006年、大学院工学研究科応用化学専攻を大学院都市環境科学研究科「環境調和・材料化学専攻」に変更。大学院都市環境科学研究科に「建築学専攻」と「都市システム科学専攻」を設置。
大学院地理学教室は大学院都市環境科学研究科地理環境科学専攻に移行。土木学域を大学院都市環境科学研究科都市基盤環境学域に変更。
2007年4月に都市環境科学研究科内の大学院観光科学専修として観光科学教室が発足、2008年4月には大学院1期生が入学。
2009年 都市環境科学研究科の一専攻化に伴い、都市環境科学研究科地理環境科学専攻は「地理環境科学域」に、建築学専攻、都市システム科専攻をそれぞれ「都市環境学環」、「建築学域」、「都市システム科学域」に名称変更。環境調和・材料化学専攻を都市環境科学専攻に、分子応用化学域材料化学コースを分子応用化学コースに変更。観光科学専修は観光科学域として改組され、都市環境学部に自然・文化ツーリズムコースが発足。
2010年4月、観光科学域が博士後期課程の学生の受け入れを開始、都市環境学部の自然・文化ツーリズムコースには、学部３年時に他学部・他コースから転属するという形で、学部1期生を迎え入れる。
2018年4月からは大学改組・組織再編により、地理学教室は学部は地理環境学科、大学院は地理環境学域に変更。建築学教育は都市環境学部建築学科に変更。分子応用化学域(大学院都市環境科学研究科 都市環境科学専攻)を環境応用化学域に、都市環境学科分子応用化学コースを環境応用化学科に変更。自然・文化ツーリズムコースは観光科学科と名称変更するとともに、念願の学部入試を実施し1年生から学部学生を受け入れることになった。